# Cajuru
Cajuru là một đô thị ở bang São Paulo của Brasil. Đô thị này có vị trí địa lý vĩ độ 21º16'31" độ vĩ nam và kinh đô là 47º18'15" độ kinh tây, trên độ cao 775 mét. Dân số năm 2004 là 21.917 người..

## Dân số
Dữ liệu điều tra dân số năm 2000
Tổng dân số: 20.777
- Thành thị: 18.401
- Nông thôn: 2.376
- Nam giới: 10.533
- Nữ giới: 10.244

Mật độ dân số (người/km²): 31,45
Tỷ lệ tử vong trẻ dưới 1 tuổi (trên 1 triệu cháu): 15,61
Tuổi thọ bình quân (tuổi): 71,36
Tỷ lệ sinh (trẻ trên mỗi bà mẹ): 2,19
Tỷ lệ biết đọc biết viết: 90,48%
Chỉ số phát triển con người (bình quân): 0,783
- Chỉ số phát triển con người (thu nhập): 0,714
- Chỉ số phát triển con người (tuổi thọ): 0,773
- Chỉ số phát triển con người (giáo dục): 0,862

(Nguồn: IPEADATA)

## Sông ngòi
- Sông Cubatão
- Rio Pardo

### Rodovias
- SP-333
- SP-338